# Zadní Třebaň
Zadní Třebaň là một làng thuộc huyện Beroun, vùng Středočeský, Cộng hòa Séc.